# Nonoka Ozaki
Nonoka Ozaki (Tóquio, 23 de março de 2003) é uma lutadora de estilo-livre japonesa.

## Carreira
Ozaki ganhou a medalha de ouro no evento estilo livre feminino de 57 kg nas Olimpíadas de Verão da Juventude de 2018, realizadas em Buenos Aires, Argentina. Ela derrotou Anna Szél, da Hungria, em sua luta pela medalha de ouro. Ozaki ganhou uma das medalhas de bronze no evento feminino de 62 kg no Campeonato Mundial de Luta Livre de 2021 em Oslo, Noruega. Ela derrotou Ilona Prokopevniuk da Ucrânia em sua luta pela medalha de bronze.
Ozaki ganhou a medalha de ouro em seu evento no Campeonato Asiático de Luta Livre de 2022, realizado em Ulaanbaatar, Mongólia. Ela também ganhou a medalha de ouro em seu evento no Campeonato Mundial Júnior de Luta Livre de 2022, realizado em Sófia, Bulgária. No mesmo ano, Ozaki ganhou a medalha de ouro no evento de 62 kg no Campeonato Mundial de Luta Livre realizado em Belgrado, Sérvia. Ela também ganhou a medalha de ouro no evento de 62 kg no Campeonato Mundial de Luta Livre Sub-23 de 2022, realizado em Pontevedra, Espanha.
Ozaki ganhou a medalha de prata na categoria feminina de 62 kg nos Jogos Asiáticos de 2022, realizados em Hangzhou, China. Na final, ela perdeu para Mun Hyon-gyong da Coreia do Norte.
Ela ganhou a medalha de ouro no evento de 65 kg no Campeonato Mundial de Luta Livre de 2023, realizado em Belgrado, Sérvia. Como resultado, Ozaki ganhou uma vaga para o Japão nas Olimpíadas de Verão de 2024 em Paris, França. Ela derrotou Macey Kilty dos Estados Unidos em sua luta pela medalha de ouro.
Em 2024, ela ganhou a medalha de ouro no evento feminino de 68 kg no Campeonato Asiático de Luta Livre realizado em Bishkek, Quirguistão. Ela ganhou uma das medalhas de bronze no evento feminino de 68 kg nas Olimpíadas de Verão de 2024. Ela derrotou Blessing Oborududu da Nigéria em sua luta pela medalha de bronze.